# Spiromètre
 (juin 2009).
Si vous disposez d'ouvrages ou d'articles de référence ou si vous connaissez des sites web de qualité traitant du thème abordé ici, merci de compléter l'article en donnant les références utiles à sa vérifiabilité et en les liant à la section « Notes et références ».
Un spiromètre est un instrument servant à faire une spirométrie : la mesure des volumes d'air inspirés et expirés par un patient ainsi que les débits s'y rattachant.

## Types de spiromètres

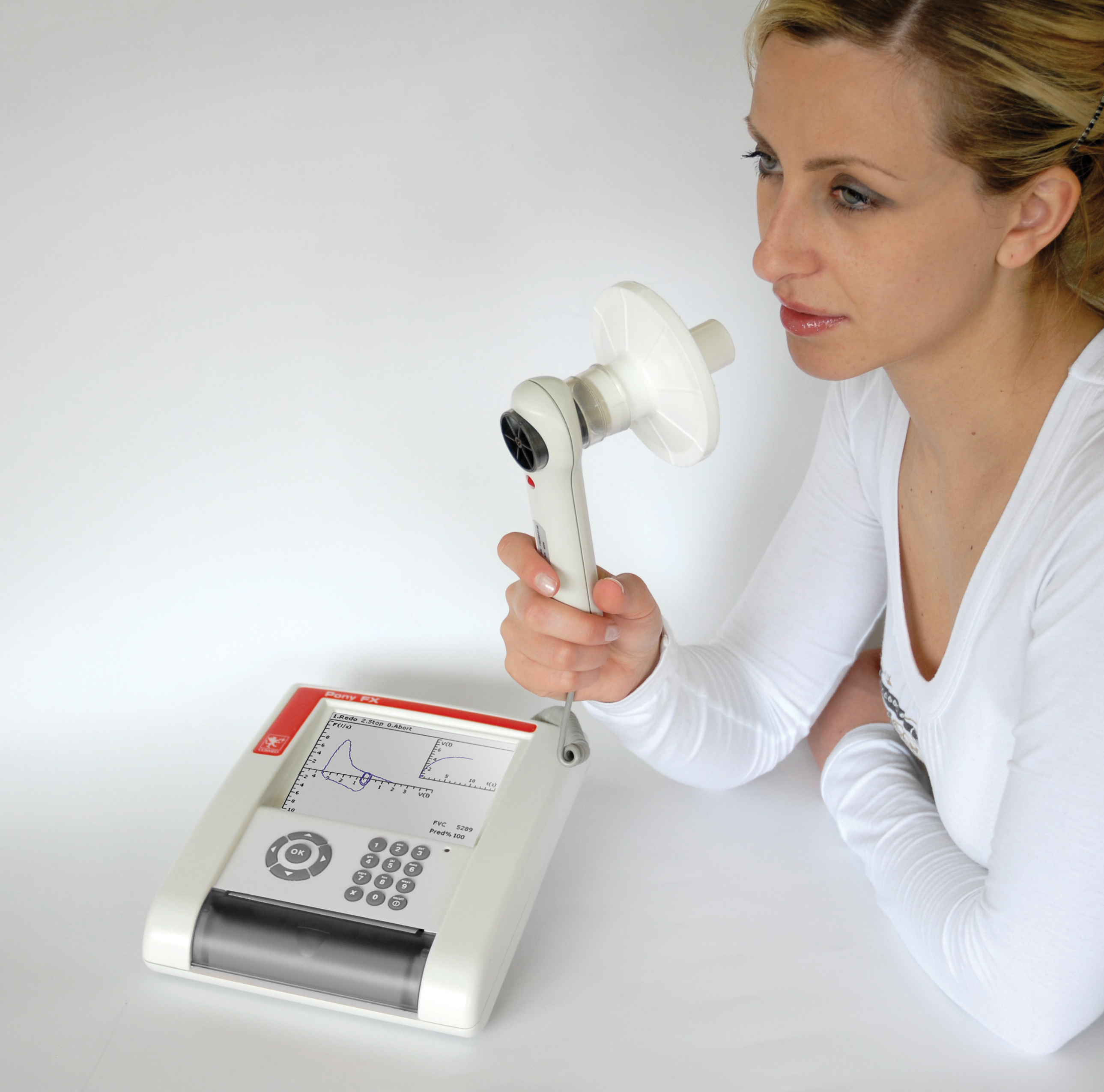
Un spiromètre portable moderne

Il existe deux grandes catégories de spiromètres :
- les spiromètres mesurant un volume et fournissant le débit indirectement :
  - « cloche à eau »,
  - spiromètre à joint de déroulement,
  - soufflet ;
- les spiromètres mesurant le débit et fournissant le volume indirectement :
  - turbine avec mesure optique de la vitesse,
  - spiromètre à fil chauffant,
  - mesure de la pression de part et d'autre d'une résistance.
  - ultrasonique, mesurer le temps de transit des deux ondes ultrasonores (mesurer également la capnographie)

## Voir aussi

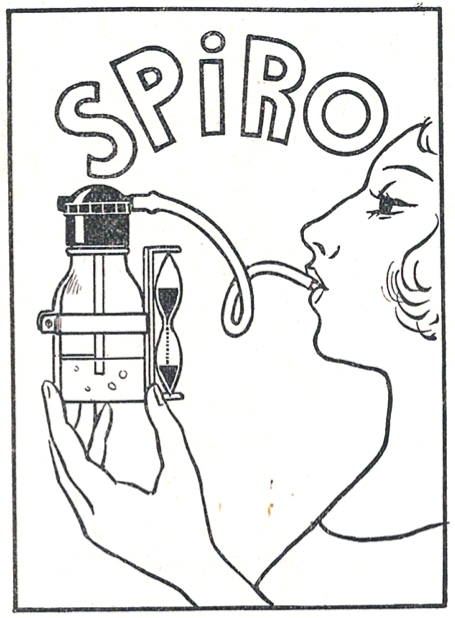
Spiroscope à eau du Dr Jos Jullien. Extrait de la notice. (brevet 793.10 - 1935).